# Cornelis van Geelkerken
Cornelis van Geelkerken (ur. 19 marca 1901 r. w Molenbeek-Saint-Jean w Belgii, zm. 29 marca 1979 r. w Ede) – holenderski polityk i kolaborant podczas II wojny światowej.
W latach 20. był członkiem holenderskich partii faszystowskich i nacjonalistycznych – Verbond van Actualisten, a następnie Nederlandsche Oranje-Nationalisten. 14 grudnia 1931 r. współtworzył wraz z Antonem A. Mussertem Narodowo-Socjalistyczny Ruch Holenderski (NSB), stając się działaczem nr 2. Opowiadał się za ideą tzw. Wielkiej Holandii, złożonej z Holandii i belgijskiej Flandrii. Od 1934 r. stał na czele młodzieżowej organizacji NSB Nationale Jeugdstorm. W listopadzie 1943 r. został inspektorem generalnym paramilitarnej formacji policyjnej Nederlandsche Landwacht. Po wyzwoleniu Holandii przez aliantów aresztowano go i osadzono w więzieniu. W 1950 r. został skazany na karę dożywotniego więzienia, ale już w 1959 r. wypuszczony na wolność.